# Club Atlético Posadas
Club Atlético Posadas, conocido como Atlético Posadas, es una entidad deportiva. Fundado el 9 de septiembre de 1912 en la ciudad de Posadas, Provincia de Misiones, Argentina, es el club más antiguo de la Liga Posadeña de Fútbol.
Su clásico rival es el Club Deportivo Jorge Gibson Brown, ya que ambos son los clubes más antiguos de Posadas.

## Historia
En 1912 la manifestación futbolística no había alcanzado su explosión en Posadas, salvo por la existencia de los clubes locales América For Ever y el recientemente desaparecido Posadas Atlhetic Club fundado por los uruguayos Héctor Gabús y Luis Garrasino y del Centenario, poco después. 
A mediados de ese año, el entonces agente consular brasileño, Sócrates Moglia, recibió un telegrama firmado por un conocido deportista de Santo Tomé desafiándolo a enfrentar un amistoso ante su equipo. El mensaje también fue leído por Gabús, Garrasino, Rovetta y Ortigoza, tomando compromiso de formar un equipo que pudiera competir con el seleccionado santotomeño. La idea se concretó, y además se comprometieron a que la formación del equipo no sería exclusivamente para enfrentar a Santo Tomé, sino que debería continuar enfrentando a otros equipos.
Finalmente, el partido se disputó en la cancha de Ballesteros, en la ciudad de Posadas. Los visitantes confirmaron sus pergaminos y triunfaron por 2 a 0. En esa oportunidad el equipo de Posadas estuvo integrado por Juan Arce; José Escobar y Antonio Ortigoza; Luis Garrasino, Saúl Valdez y José Fernández; David Recalde, Cleómenes Rovetta, Alejandro González, Ceferino Aguirre y Genaro Jaquet. Atlético Posadas consiguió su primer campeonato en 1933 dentro de la Federación Misionera, integrado en ese entonces por Club América For Ever, Club Deportivo Jorge Gibson Brown, Club Sportivo Peñarol de Posadas, Indiano y 2 de Febrero, ambos de Candelaria, Santa Inés, Cerro Corá, San Ignacio, Apóstoles, Bonpland, San Javier y Oberá. 
Para ganar ese título, Atlético Posadas tuvo que revalidarlo al cabo de tres partidos con Bartolomé Mitre, campeón de la asociación, imponiéndose en el tercer encuentro por 3 a 0. El ganador integró a Salvador Posdeley; Martiniano Rodríguez y Rómulo Ojeda; Zamudio, Aquiles Amiano y Agustín Fernández; José González Heras, Olegario Bejarano, Francisco Ripoll, Francisco Bianchi y David Sauri. También jugaron Blanchart, Cipriano Ojeda, Pedro Pablo Labat, Ernesto Vargas, Nenito Rodríguez, Davids y el paraguayo González. 
El segundo título se logró 16 años después. En 1949, en la despedida de José í Vinsac, tras igualar con Guaraní Antonio Franco 3 a 3 en su cancha, realizó la vuelta olímpica. El plantel lo integraban Jorge Enrique Puentes, Nicéforo Jiménez, Prisciliano Maciel, Cayo Labat, Eugenio Fernández, Guzmán Romero, Carlos Tavarez Castillo, Mario Beltrami, José Gasc de Vinsac, Daniel González, Carlos Castelli, Jonson Jiménez, Patiño, Alvarez y Sánchez, entre otros. Ya con la dirección técnica de Vinsac, en 1952 logró el tercer campeonato al imponerse a Huracán por 3 a 1. Allí estaban Puentes, Gutiérrez, Orfila, Vallejos, Santa Cruz, Fernández, Jara, Benítez, Giménez, Romero, Herrera, González, Lubaczewski, Beltrami y Lezcano. Recién en 1976 salió campeón oficial y en 1984 dio otra vuelta, que repitió en 1986, con título local y representante posadeño en el Torneo del Interior.

## Década de oro
El club estuvo a punto de obtener el título local en 1960, cuando perdieron con Bartolomé Mitre 2 a 1. Sin embargo, logró el campeonato Clasificación para el Regional de 1976 al derrotar precisamente a Mitre. No cumplió un buen papel en el Regional, ya que perdió con Club Atlético Paraná como visitante 3 a 0 y empató de local 1 a 1 en el estadio de Mitre. Ese mismo año fue campeón del Oficial y del Clasificación (invicto) y nuevamente quedó eliminado de entrada al igualar 0 a 0 en la cancha del Club Deportivo Guaraní Antonio Franco y perder nuevamente con Atlético Paraná en Entre Ríos 2 a 0. En esa época se estaban construyendo las cabinas para el periodismo, y las inspecciones no permitieron la habilitación para esos compromisos. Igualmente Atlético Posadas comenzó a estructurar un equipo estable, bajo la presidencia de Francisco V. Ripoll, en el año 1970, cuando incorporó a Cozzani, Giraud, Pombo, Etcheverry, Isidro Caballero, Juan Ramón Fernández, Mateo Mendoza, Ruiz Romero, José Roberto Villalba, Palma Wildemann y Quiñones, para luego sumarle a Ramón Melgarejo, Bernardo Antonio Solís, Hilario Cristóbal Florentín, Carlos Núñez, Ricardo Gauna, Luis Alberto Salazar, Almir Rolim, Joaquin Villalba.

### Escudo

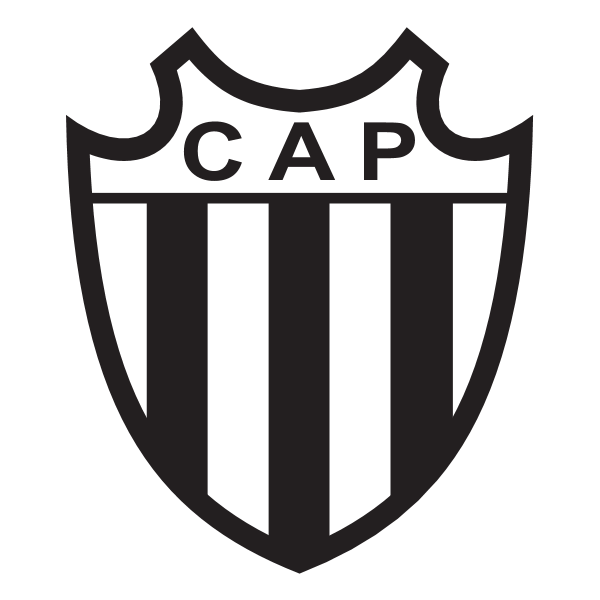

## Indumentaria
- Uniforme titular: Camiseta blanca y negra a rayas verticales, pantalón blanco y medias blancas con negro.[4]
- Uniforme alternativo: Camiseta blanca, pantalón negro y medias blancas.

## Instalaciones
Las instalaciones están compuestas por el estadio, que tiene una capacidad para 1.500 personas y un gimnasio.

## Rivalidades

### Clásico Decano
Es la rivalidad que enfrenta a Atlético Posadas con el Club Deportivo Jorge Gibson Brown. Se trata del enfrentamiento entre los dos clubes más antiguos de Posadas, ya que Atlético Posadas fue el primero en ser creado, al fundarse el 9 de septiembre de 1912, mientras que Jorge Gibson Brown fue fundado el 16 de marzo de 1916. Si bien se trata de los dos clubes más antiguos de la ciudad, llegando a ser miembros fundacionales de la Liga Posadeña de Fútbol, esta rivalidad no cuenta con episodios a nivel nacional, circunscribiéndose la misma al ámbito liguista.

## Datos del club
- Temporadas en Segunda División: 2
  - Torneo Regional: 2 (1976, 1977).
- Temporadas en Tercera División: 2
  - Torneo del Interior: 2 (1986/87, 1994/95).
- Temporadas en Cuarta División: 4
  - Torneo Argentino B: 1 (2001/02).
  - Torneo Regional Federal Amateur: 3 (2020, 2020/21, 2023/24).
- Temporadas en Quinta División: 2
  - Torneo Argentino C: 1 (2006).
  - Torneo Federal C: 1 (2018).

## Palmarés
| Competiciones regionales      | Competiciones regionales                                          | Competiciones regionales           |
| Competición                   | Títulos                                                           | Subcampeonatos                     |
| ----------------------------- | ----------------------------------------------------------------- | ---------------------------------- |
| Liga Posadeña de Fútbol (7/2) | 1952, 1953, 1976, 1984, 1993, Clausura 2019, Clasificatorio 2013. | Oficial 2019, Clasificatorio 2021. |